# Перевод с английского
«Перевод с английского» — советский телефильм 1972 года режиссёра Инессы Селезнёвой.
Лауреат V Всесоюзного фестиваля телевизионных фильмов — специальный приз «за художественное воплощение темы воспитания детей».

## Сюжет
Выпускник-практикант пединститута, учитель математики, заменяет классного руководителя шестого класса — опытную школьную учительницу английского. Но класс оказывается «трудным», и «Числитель» — такое прозвище новому классному руководителю дали ребята — решает не только профессиональные задачи, но и проблемы между ребятами в классе. И оказывается, что человеческие отношения куда сложнее математики… Он тоже учится — говорить с учениками на «их языке» и понимать ребят так, как их понимает опытная учительница английского.

## В ролях
- Майя Булгакова — Виолетта Львовна, учительница английского языка
- Георгий Тараторкин — Виталий Павлович Дудин, «Числитель», учитель математики
- Андрей Тенета — Леня Пушкарев
- Юлия Туровцева — Галя Мартынцева
- Ваня Свиридов — Андрей Коробов
- Женя Близнюк — Гродненский
- Галина Боровик — Тамара Петрова
- Армен Джигарханян — отец Пушкарёва
- Валентина Талызина — мать Пушкарёва
- Евгений Перов — Пётр Коробов, отец Андрея Коробова
- Александра Климова — Нина Максимовна, директор школы
- Анатолий Баранцев — доцент Филипп Антонович
- Нина Агапова — Люся Коробова, мать Андрея Коробова
- Гена Захаров — Курочкин
- Оля Сенина — Таня Сопелина, председатель совета пионерского отряда
- Наташа Поливанова — Алёна Родионова
- Сергей Эйбоженко — Гриша Тарасюк
- Саша и Лёша Соловьёвы — братья-близнецы Козловы, юннаты
- Ольга Маркина — эпизод
- Игорь Кашинцев — учитель Николай Николаевич
- Римма Солнцева — Зоя Григорьевна, учительница
- Нина Чуб — Людмила Степановна (Людочка), молодая учительница
- Ольга Барнет — Инга, знакомая Виталия Павловича Дудина
- Надежда Самсонова — уборщица в школе
- Роман Мадянов — школьник
- Вадим Мадянов — эпизод

## Съёмки
Фильм снимался в Москве, сцены на улице снимались на Новом и Старом Арбате, в арбатских переулках, сквере напротив кинотеатра «Ударник».
Хотя школа, в которой велись съёмки, не показана снаружи, но в одной из сцен учительница, смотря в окно, видит во дворе школы памятник — это Памятник героям-школьникам, открытый за год до съёмок фильма (памятник в фильме до его уничтожения в 1993 году, а не уменьшенная копия ныне) — этот памятник находился во дворе Школы № 110 имени Че Гевары.

## Критика
Есть фильмы ответов. Они обычно вызывают немедленную и почти прямую реакцию. И есть фильмы вопросов, после которых выходишь в раздумье. Требуется продолжение душевной работы, начатой, разбуженной подобным фильмом. Таков «Перевод с английского», таков «Монолог» . Не ясное, общепринятое, предложено нам художниками. Нет, в первооснове лежало их, художников, напряжённое размышление, углубление в проблему поиск истины. Ответное соразмышление — вот благодарный итог, на который вправе рассчитывать эти авторы.— Искусство кино, № 8, 1974
Фильм был высоко оценен и профессионалам — учителями, так, например, учитель московской школы № 254, кандидат педагогических наук Ф. Нодель писал в профильном журнале:

Сценаристы телефильма «Перевод с английского» хорошо знают психологию ребят, как и чем они живут, что характерно для нынешних подростков, а главное — что определяет их человеческую, нравственную сущность. Их интересуют прежде всего те черты характера детей, те их поступки, которые формируют «в мальчишке мужчину».— Телеэкран — помощник педагога // Журнал «Воспитание школьников», № 12, 1977